# سیارک ۱۰۶۷۵
سیارک ۱۰۶۷۵ (به انگلیسی: 10675 Kharlamov، نامگذاری:1978VE15) ده هزار و ششصد و هفتاد و پنجمین سیارک کشف شده‌است که در ۱ نوامبر ۱۹۷۸ کشف شد.
قدر مطلق سیارک برابر ۱۷.۸ است.